# 1975년 태풍
이 문서에서는 1975년에 발생하는 태풍들의 활동에 대해 기록하고 있다. 1975년에 발생한 태풍은 총 21개인데, 이는 1981년 ~ 2010년 평균 발생 개수인 25.6개보다 적은 편이다. 사망자가 총 23만여명으로 20세기 들어 가장 사망자가 많은 시즌이다.

## 활동한 태풍

### 제3호 태풍 니나
반차오 댐에 2000년에 한번 내릴 비인 1,631mm의 비를 내렸다. 이 태풍으로 인해 총 62개의 댐이 붕괴되어 1881년의 하이퐁 태풍 다음으로 가장 많은 22만 9,000명의 사망자를 냈다.

### 제20호 태풍 쥰
1979년에 발생한 태풍 팁 이전 1973년의 태풍 노라와 함께 가장 중심기압이 낮은 태풍이었다.